# Bengt Jangfeldt
Bengt Åke Jangfeldt, född 22 november 1948 i Stockholm, är en svensk författare och översättare från ryska, docent i slaviska språk vid Stockholms universitet.

## Biografi
Bengt Jangfeldt växte upp i Vällingby i Stockholm. Han studerade slavistik och var 1975 i Moskva för att forska om 1910-talets ryska litteratur. Han kom då att sammanstråla med den 84-åriga Lili Brik, poeten Majakovskijs stora kärlek, som kunde berätta om revolutionsårens författare och konstnärer och förmedla kontakter med några av dem som ännu var i livet.
Han disputerade 1976 på en avhandling om Vladimir Majakovskij och beskrevs 1980 som en internationellt uppmärksammad Majakovskij-kännare. Hans  utgåva 1982 på ryska av brevväxlingen mellan Majakovskij och Lili Brik, på svenska "Kärleken är alltings hjärta" (1984), har kommit att bli ett standardverk utgivet på flera språk som blivit grunden för annan Majakovskij-forskning. Tillsammans med Gunnar Harding har han också tolkat Majakovskijs poesi till svenska. År 2007 gav han ut Med livet som insats: berättelsen om Vladimir Majakovskij och hans krets, en biografi som senare översatts till bland annat engelska, ryska och franska. Den engelska utgåvan beskrivs som "the first comprehensive biography of Mayakovsky".
Han var redaktör för Artes från 1989 till 1999.
År 1975 mottog Jangfeldt från den ryska konstkritikern Nikolaj Chardzjijev fyra målningar utförda av Kazimir Malevitj med villkor att göra dukarna tillgängliga för allmänheten. Överlämnandet var en av många aktiviteter som Chardzjiev gjorde för att rädda konst och dokument undan en oviss framtid i Sovjetunionen. En av tavlorna överlämnades 2005 som donation från Jangfeldt till Moderna museet i Stockholm, medan det 2004 och 2012 framfördes kritik av att så inte gjorts med de övriga tre tavlorna.

## Översättningar i urval
- 1972 – Rysk poesi 1890–1930 (i urval och tolkning av Bengt Jangfeldt och Björn Julén, FIB:s lyrikklubb)
- 1974 – Lev Tolstoj: Ivan Iljitjs död (Forum)
- 1975 – Vladimir Majakovskij: Fyren och eldhästen: dikter för barn (Gidlunds)
- 1976 – Den vrålande parnassen: den ryska futurismen i poesi, bild och dokument ([antologi, redigerad och översatt av] Gunnar Harding och Bengt Jangfeldt, Bonniers)
- 1987 – Joseph Brodsky: Marmor: skådespel i tre akter (Wahlström & Widstrand)
- 1992 – Osip Mandelstam: Ordet och kulturen: essäer (FIB:s lyrikklubb)
- 2003 – Regina Derieva: Himmelens geometri (översatt tillsammans med Bengt Samuelson, Norma)
- 2008 – Boris Pasternak: Dikter (Akvilon)

## Utmärkelser och priser
- 1977 – De Nios översättarpris
- 1989 – Letterstedtska priset för översättningen av Joseph Brodskys essäer i Att behaga en skugga
- 1998 – Augustpriset för fackboken Svenska vägar till S:t Petersburg
- 2004 – Axel Hirschs pris
- 2007 – John Landquists pris
- 2007 – Augustpriset för fackboken Med livet som insats: berättelsen om Vladimir Majakovskij och hans krets
- 2021 –  H. M. Konungens medalj i guld av 8:e storleken 2021 för framstående insatser som författare och översättare[10]